# Lee Yoo-Hyung
Lee Yoo-Hyung, född 21 januari 1911 i Korea, död 29 januari 2003, var en sydkoreansk fotbollsspelare och tränare. Han representerade dock Japans landslag då Koreahalvön var ockuperad av Japan fram till 1945.